# Dragan Stojković
Dragan Stojković (en serbio: Драган Стојковић; Niš, 3 de marzo de 1965) es un exfutbolista y actual entrenador serbio. Actualmente dirige la selección de fútbol de Serbia. Fue internacional con la selección de Yugoslavia con la cual disputó los mundiales de 1990 y 1998.
Inició su carrera como jugador en 1981 en Radnički Niš el principal club de su ciudad. Entre 1986 y 1990 formó parte del Estrella Roja de Belgrado, con el que ganó el título de futbolista yugoslavo del año en dos ocasiones. Después fichó por el Olympique de Marsella y tras una breve estancia en el Hellas Verona, formó parte del club francés que ganó la Champions League 1992/1993. En 1994 fichó por el Nagoya Grampus Eight de Japón y durante ocho temporadas fue una de las estrellas internacionales más reconocidas en el fútbol japonés, llegando incluso a ganar el título de "jugador más valioso" en la temporada de 1995.
Tras su retirada Stojković fue elegido presidente de la Asociación de Fútbol de Yugoslavia desde 2001 hasta 2004. En 2005 dejó el puesto y se convirtió en el presidente del Estrella Roja, pero los malos resultados deportivos de la entidad forzaron su dimisión solo dos años después. Finalmente regresó a Japón en enero de 2008 para ocuparse del banquillo del Nagoya Grampus, cargo que ha ocupado hasta 2013.
En octubre de 2003, la Federación de Fútbol de Serbia y Montenegro le nombró el segundo "mejor futbolista serbio de los últimos cincuenta años", solo por detrás de Dragan Džajić.

## Trayectoria como jugador

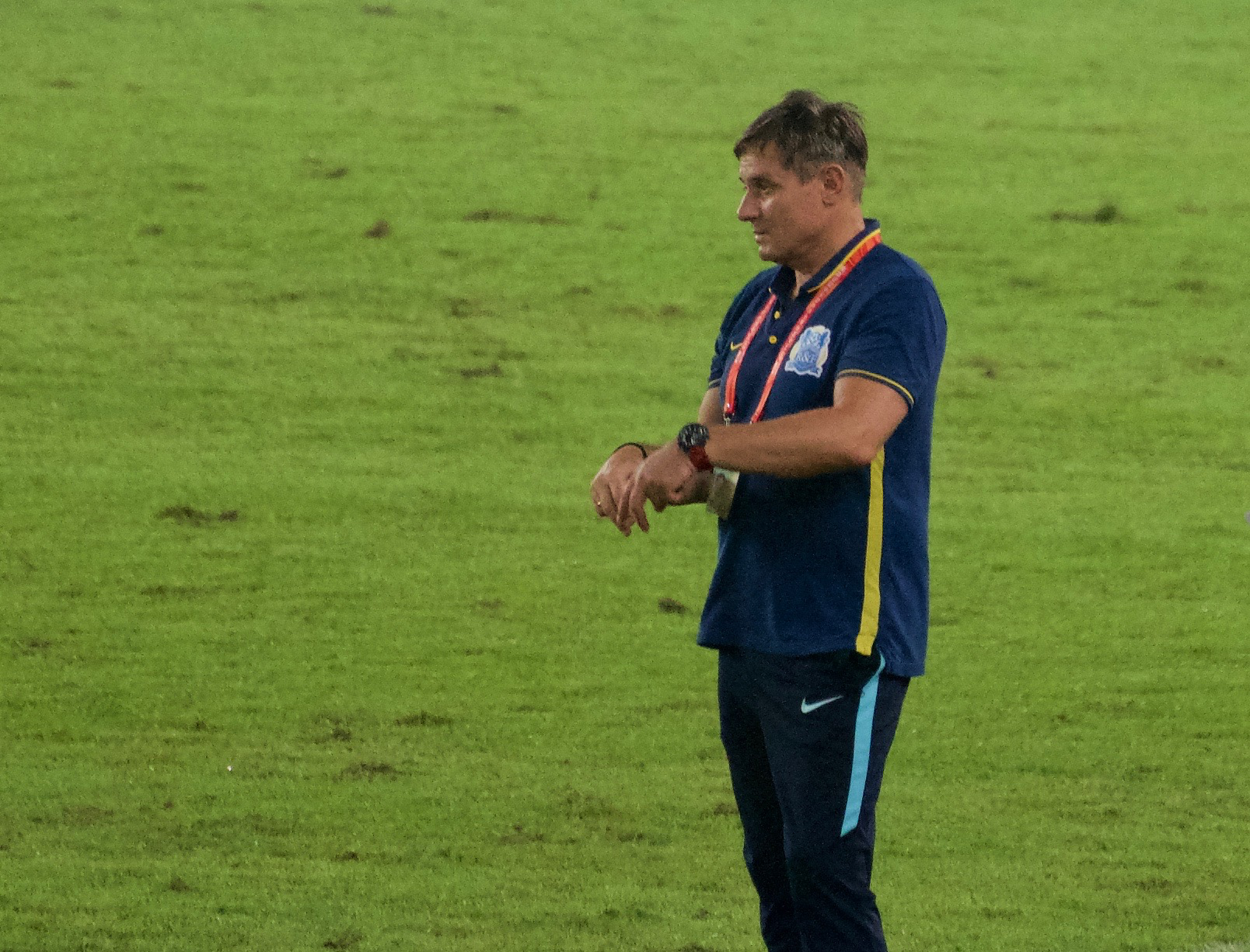
Dragan Stojković

### Inicios en Yugoslavia
Stojković nació en Niš y comenzó a jugar al fútbol en clubes de su ciudad. Sus amigos le apodaron Piksi (Pixie) en referencia al personaje de la serie de dibujos animados Pixie, Dixie y el gato Jinks. Con dieciséis años debutó en las filas del Radnički Niš, que por aquel entonces jugaba en la Primera Liga de Yugoslavia, y permaneció allí cinco temporadas. Podía jugar tanto de mediapunta como en el centro del campo y destacó por sus regates, su visión de juego y su precisión.
En 1986 fue contratado por el Estrella Roja de Belgrado. En su primera temporada se convirtió en el máximo goleador con 17 goles en 32 partidos, y mantuvo buenos registros anotadores en las siguientes ediciones, con una pareja de atacantes que también estuvo formada por gente como Dragiša Binić, Vladan Lukić y Dejan Savićević. En las cuatro temporadas que permaneció con los rojiblancos ganó dos ligas, dos copas y a nivel individual fue elegido "futbolista yugoslavo del año" en 1988 y 1989. Además, fue condecorado con la Zvezdina zvezda, la estrella que el equipo otorga a los futbolistas más importantes de su historia.

### Olympique de Marsella
Su buen papel en la liga yugoslava llamó la atención del Olympique de Marsella, entonces presidido por el empresario Bernard Tapie, que pagó cerca de cinco millones de euros por su traspaso. Se esperaba que el yugoslavo fuera el delantero titular en un club hecho a golpe de talonario, con Franz Beckenbauer como entrenador y estrellas europeas como Jean-Pierre Papin, Manuel Amoros, Éric Cantona, Didier Deschamps, Jean Tigana y Abédi Pelé, entre otros. Pero en noviembre sufrió una grave lesión de rodilla que le obligó a pasar por quirófano y le impidió jugar hasta mayo del año siguiente.
El Marsella ganó la liga de la temporada 1990-91 y llegó a la final de la Copa de Campeones de Europa contra el Estrella Roja. Raymond Goethals, nuevo entrenador tras el cese de Beckenbauer, dejó a Stojković en el banquillo y le sacó en la segunda parte de la prórroga con la mente puesta en la tanda de penaltis, en los que era especialista. Pero el delantero se negó a tirar la pena máxima y discutió con su técnico por ello. El equipo de Belgrado se hizo finalmente con el torneo. Al día siguiente, declaró a la prensa:

Si como yugoslavo lo echo fuera, los del Marsella me matan en el campo. Y si lo marco, no puedo volver a mi país.

La continuidad de Dragan se puso en entredicho y al final fue cedido en la temporada 1991-92 al Hellas Verona italiano para que recuperara la forma. Después regresó a la entidad francesa y aunque quedó relegado a la suplencia, formó parte de la plantilla que ganó la Liga de Campeones de la UEFA 1992-93. Permaneció allí hasta el final de la temporada 1993-94, cuando el Olympique de Marsella —que había sido subcampeón— fue descendido por problemas económicos.

### Etapa en Japón
En junio de 1994 fichó por el Nagoya Grampus Eight, un equipo de la J. League japonesa que estaba capitaneado por Gary Lineker. En su primera temporada disputó catorce partidos y marcó tres goles. Al año siguiente, bajo las órdenes del entrenador Arsène Wenger, asumió la capitanía y mejoró sus registros; jugó cuarenta encuentros, logró quince tantos y fue reconocido por el torneo como "mejor jugador de la temporada 1995".
El serbio se convirtió en uno de los jugadores más importantes no solo del Nagoya, sino de toda la J. League. Aunque Nagoya no ganó la liga, sí se hizo con dos Copas del Emperador (1995 y 1999). A nivel individual, formó parte del equipo ideal de la temporada en tres ocasiones (1995, 1996, 1999). Y a pesar de jugar en un campeonato teóricamente inferior a los europeos, continuó siendo convocado por la selección yugoslava y disputó la Copa Mundial de Fútbol de 1998 y la Eurocopa 2000, con el 10 a la espalda.
Stojković se retiró como jugador a finales de la temporada 2001, a los 36 años. En esas ocho temporadas había jugado 239 partidos (sumando las apariciones en liga, copa y copa de la liga) y marcado 79 goles.

## Selección nacional
Dragan Stojković jugó con la selección de fútbol de Yugoslavia en 84 ocasiones y anotó 15 goles. Es el cuarto futbolista del país que más veces ha sido convocado. Debutó con la absoluta el 12 de noviembre de 1983 frente a Francia. Consiguió convertirse en un miembro habitual y desde entonces fue convocado para dos Copas Mundiales de Fútbol (1990 y 1998) y dos Eurocopas (1984 y 2000). Su último partido internacional fue frente a Japón, el 4 de julio de 2001.
Su actuación más destacada como internacional fue en la Copa Mundial de Fútbol de 1990 en Italia, donde incluso fue definido por la prensa como "el Platini yugoslavo". En los octavos de final contra España fue autor de los dos goles que clasificaron a su país, el primero un golazo y el segundo un tiro libre de gran factura. Reapareció con la selección yugoslava en el mundial Francia 98 anotando un gol en el empate 2-2 frente a Alemania en primera fase, llegando su equipo hasta octavos de final.
Anteriormente jugó con la selección yugoslava sub-21. Su debut fue el 11 de octubre de 1983 frente a Noruega, en un partido de clasificación para el europeo sub-21. Con ese equipo ganó la medalla de bronce en los Juegos Olímpicos de Los Ángeles 1984.

### Participaciones en Copas del Mundo
| Mundial                        | Sede                     | Resultado                | Partidos | Goles | Prom. |
| ------------------------------ | ------------------------ | ------------------------ | -------- | ----- | ----- |
| Copa Mundial de Fútbol de 1990 | Italia                   | Cuartos de final         | 5        | 2     | 0,40  |
| Copa Mundial de Fútbol de 1998 | Francia                  | Octavos de final         | 4        | 1     | 0,25  |
| Total en Copas del Mundo       | Total en Copas del Mundo | Total en Copas del Mundo | 9        | 3     | 0,33  |

### Participaciones en Eurocopas
| Torneo             | Sede                   | Resultado          | Partidos | Goles | Prom. |
| ------------------ | ---------------------- | ------------------ | -------- | ----- | ----- |
| Eurocopa 1984      | Francia                | Primera fase       | 3        | 1     | 0,33  |
| Eurocopa 2000      | Países Bajos y Bélgica | Cuartos de final   | 4        | 1     | 0,25  |
| Total en Eurocopas | Total en Eurocopas     | Total en Eurocopas | 7        | 2     | 0,29  |

## Trayectoria como directivo y entrenador

### Federación de Serbia y Montenegro
Poco después de su retirada, Dragan Stojković fue nombrado presidente de la Asociación de Fútbol de Yugoslavia (posteriormente, Serbia y Montenegro), en sustitución de Miljan Miljanić. Una de sus primeras decisiones en el cargo fue elegir como seleccionador nacional a su antiguo compañero de equipo y amigo personal, Dejan Savićević, que también había dejado el fútbol recientemente y no tenía experiencia en el banquillo.
Su etapa al frente de la federación no fue demasiado buena en cuanto a objetivos. Yugoslavia no disputó la Copa Mundial de Fútbol de 2002 porque quedó tercero en su grupo de la fase clasificatoria, por detrás de Rusia y Eslovenia. Tampoco consiguió meterse en la Eurocopa 2004; las disputas con la estrella serbia Mateja Kezman y una derrota frente a Azerbaiyán propiciaron la dimisión de Savićević en 2003 y su sustitución por Ilija Petković.
Stojković (al igual que Petković) dimitió del cargo en agosto de 2004 después de que algunos hinchas del Estrella Roja organizaran disturbios por el récord de convocatorias nacionales de Savo Milošević, vinculado al rival Partizán.

### Presidencia del Estrella Roja
En julio de 2005 fue elegido presidente del Estrella Roja de Belgrado en sustitución de Dragan Džajić, que ocupó el cargo durante seis años. Su primera decisión designar como técnico a Walter Zenga, primer entrenador extranjero en su historia. Otro de sus objetivos fue sanear las cuentas de la entidad, en una difícil situación económica: se esforzó en conseguir patrocinadores nacionales y logró que la empresa de automóviles Toyota (propietaria del Nagoya Grampus) se convirtiera en el patrocinador principal.
A nivel deportivo los resultados fueron buenos, pues se consiguió un doblete de liga y copa en la temporada 2005-06 y al curso siguiente se ganó la primera edición de la liga de Serbia. Sin embargo, los problemas económicos persistieron y Dragan vendió a todas las estrellas del club para saldar deudas. Las despedidas de Vladimir Stojković, Nikola Žigić y Nenad Kovačević motivaron un mayor distanciamiento entre la directiva y los aficionados, y al final dimitió el 12 de octubre de 2007.

### Entrenador en Asia
El 22 de enero de 2008 Stojković regresó al Nagoya Grampus japonés para convertirse en su entrenador. Aunque no tenía experiencia en el banquillo, sus ocho años en el club como jugador y su fama en el fútbol nipón le ayudaron a consolidarse en el puesto. En su primera temporada el equipo terminó tercero y se clasificó para la Liga de Campeones de la AFC.
Su etapa japonesa se caracterizó también por una anécdota que ocurrió en octubre de 2009, cuando marcó gol desde su área técnica en un partido de liga contra el Yokohama F. Marinos. El portero despejó un balón fuera del campo por la lesión de un rival y el árbitro paró el partido. Pero Stojković se levantó del banquillo y, sin que el esférico botara en el césped, golpeó de volea fuera del campo y lo metió entre los tres palos. Por esta acción fue expulsado del encuentro.
El Grampus conquistó el título de liga en la temporada 2010 y Stojković fue distinguido como «mejor entrenador del año». Se mantuvo al frente del banquillo hasta el final de la temporada 2013. 
Entre 2015 y 2019 fue entrenador del Guangzhou R&F de la Superliga de China. 

### Selección de Serbia
Después de un tiempo sin dirigir a clubes de fútbol, en marzo de 2021 aceptó convertirse en el seleccionador nacional de Serbia durante la fase de clasificación para la Copa Mundial de Catar 2022.En noviembre de 2023, obtuvo la clasificación a la Eurocopa 2024 luego de empatar ante Bulgaria en la última jornada.En dicha competencia, el seleccionado europeo quedó eliminado en la fase de grupos luego de empatar en la última jornada ante Dinamarca.

## Clubes

### Como jugador
| Club                      | País       | Año       |
| ------------------------- | ---------- | --------- |
| F. K. Radnički Niš        | Yugoslavia | 1981-1986 |
| Estrella Roja de Belgrado | Yugoslavia | 1986-1990 |
| Olympique de Marsella     | Francia    | 1990-1991 |
| Hellas Verona             | Italia     | 1991-1992 |
| Olympique de Marsella     | Francia    | 1992-1994 |
| Nagoya Grampus Eight      | Japón      | 1994-2001 |

### Como entrenador
| Club                | País   | Año       | PJ  | PG  | PE | PP  | Efectividad |
| ------------------- | ------ | --------- | --- | --- | -- | --- | ----------- |
| Nagoya Grampus      | Japón  | 2008-2013 | 278 | 141 | 56 | 81  | 57.43%      |
| Guangzhou R&F       | China  | 2015-2020 | 141 | 57  | 26 | 58  | 46.58%      |
| Selección de Serbia | Serbia | 2021-Act. | 52  | 25  | 14 | 13  | 57.05%      |
| Total               | Total  | Total     | 471 | 223 | 96 | 152 | 54.14%      |

## Palmarés

### Como futbolista

#### Campeonatos nacionales
| Título                     | Equipo                    | País       | Año     |
| -------------------------- | ------------------------- | ---------- | ------- |
| Primera Liga de Yugoslavia | Estrella Roja de Belgrado | Yugoslavia | 1987-88 |
| Primera Liga de Yugoslavia | Estrella Roja de Belgrado | Yugoslavia | 1989-90 |
| Copa de Yugoslavia         | Estrella Roja de Belgrado | Yugoslavia | 1989-90 |
| Ligue 1                    | Olympique de Marsella     | Francia    | 1990-91 |
| Copa del Emperador         | Nagoya Grampus Eight      | Japón      | 1995    |
| Supercopa de Japón         | Nagoya Grampus Eight      | Japón      | 1996    |
| Copa del Emperador         | Nagoya Grampus Eight      | Japón      | 1999    |

#### Campeonatos internacionales
| Título                       | Equipo                | Sede   | Año     |
| ---------------------------- | --------------------- | ------ | ------- |
| Liga de Campeones de la UEFA | Olympique de Marsella | Múnich | 1992-93 |

#### Distinciones individuales
| Distinción                                           | Año  |
| ---------------------------------------------------- | ---- |
| Jugador más valioso de la Primera Liga de Yugoslavia | 1988 |
| Futbolista del año de Yugoslavia                     | 1988 |
| Jugador más valioso de la Primera Liga de Yugoslavia | 1988 |
| Futbolista del año de Yugoslavia                     | 1989 |
| Jugador más valioso de la J. League                  | 1995 |
| Miembro del equipo ideal de la J. League             | 1995 |
| Miembro del equipo ideal de la J. League             | 1996 |
| Miembro del equipo ideal de la J. League             | 1999 |

### Como entrenador

#### Campeonatos nacionales
| Título               | Equipo         | País  | Año  |
| -------------------- | -------------- | ----- | ---- |
| J. League Division 1 | Nagoya Grampus | Japón | 2010 |

#### Distinciones individuales
| Distinción                       | Año  |
| -------------------------------- | ---- |
| Mejor entrenador de la J. League | 2010 |